# La Reine des resquilleuses
Pour plus de détails, voir Fiche technique et Distribution.
La Reine des resquilleuses est un film français réalisé par Marco de Gastyne et Max Glass, sorti en 1937.

## Synopsis
Une jeune chômeuse obtient une place de laveur de voiture en se faisant passer pour un garçon.

## Fiche technique
- Réalisation : Marco de Gastyne et Max Glass
- Scénario : E. Raymond
- Décors : Guy de Gastyne
- Photographie : Joseph-Louis Mundwiller, Henri Barreyre
- Son : Loubet
- Montage : Pierre Méguérian
- Musique : Ralph Erwin, Jean Lenoir
- Pays de production : France
- Société de production :  Flora-Film
- Société de distribution : Comptoir Français du Film (CFF)
- Format : Noir et blanc   - Son mono - 1,37:1
- Genre : Comédie
- Durée : 100 minutes
- Date de sortie : 
  - France : 12 mars 1937

## Distribution
- Raymond Aimos : Georges
- Jacques Baumer : M. Legrand
- Mady Berry
- Henri Bosc
- Pierre Brasseur : Fred Woolson
- Georges Cahuzac
- Julien Carette : Richard
- Max Dearly : John
- Charles Dechamps : Jean
- Suzanne Dehelly : Victorine
- Paulette Dubost
- Pedro Elviro
- Pierre Finaly : Un membre du conseil d'administration
- Georges Flamant : Albert
- Jeanne Fusier-Gir
- Suzy Prim : Véra